# Société de transport de Sherbrooke
 (janvier 2022).
Pour les articles homonymes, voir STS.
La Société de transport de Sherbrooke (STS) est l’opérateur des services de transport en commun qui couvre le territoire de Sherbrooke au Québec. Selon le rapport annuel de 2022, la STS a transporté plus de 4 millions de passagers en ayant parcouru 8 071 459 km. En 2022, l’organisme parapublic a assuré le service de transport urbain sur 57 lignes, dont 18 sont desservies par des autobus urbains, 11 par des minibus, 3 lignes en microbus, 2 lignes en taxibus, ainsi que 4 linges directes, 7 lignes express, 9 trajets spéciaux et 3 lignes de transport à la demande (TAD). De plus, elle a transporté 237 012 passagers et parcouru 786 258 km au transport adapté.

## Histoire
L'histoire de la STS est liée au contexte provincial et municipal.

## Parc autobus
En 2022, le parc autobus de la STS comptait 111 autobus au total dont maintenant 57 véhicules hybrides et 25 véhicules au secteur du transport adapté.
| 2022                                                                          | 2022 |
| ----------------------------------------------------------------------------- | ---- |
| AUTOBUS Sur 19 lignes : 1-2-3-4-5-6-7-8-9-11-12-13-14-15-16-17-18-19-51       |      |
| MINIBUS Sur 12 Lignes : 20-22-23-24-26-27-28-29-36-50-55-57                   |      |
| MICROBUS Sur 3 lignes 21-25-52                                                |      |
| TAXIBUS Utilisé pour le transport à la demande (TAD) Sur 3 lignes 770-774-780 |      |

## Services

### Transport urbain
La STS propose des services de transport en commun entre les quartiers résidentiels et les principaux centres d’activités de Sherbrooke. Les parcours desservent plusieurs boulevards et artères locales, 7 jours sur 7, à l'exception des lignes 13 et 19, en service du lundi au vendredi uniquement.

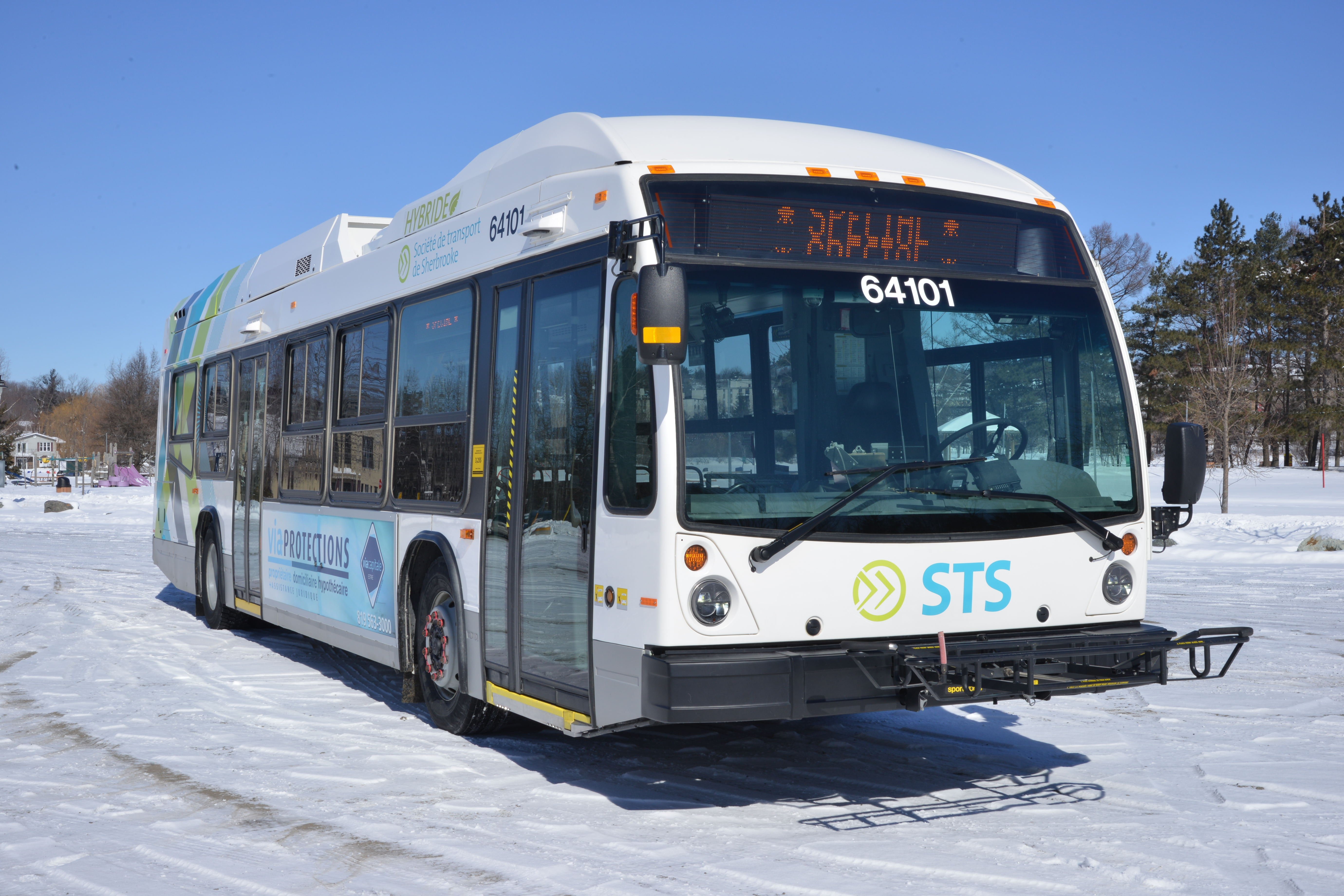
Autobus hybride LFS HEV :
Ce type d'autobus offre des économies de carburant pouvant aller jusqu’à 30 %, ainsi qu’une réduction équivalente des émissions de gaz à effet de serre.

| Nº | Destinations                                          |
| -- | ----------------------------------------------------- |
|    | Carrefour de l'Estrie ↔ Bowen - Talbot                |
|    | Station du Cégep ↔ Université Bishop's / Oxford       |
|    | Carrefour de l'Estrie ↔ 13e avenue - du 24-juin       |
|    | Carrefour de l'Estrie ↔ Chalumeau                     |
|    | Station du Cégep ↔ 13e avenue - du 24-juin            |
|    | Université de Sherbrooke ↔ de Lisieux - Lachine       |
|    | André / Hallée ↔ CHUS - Fleurimont                    |
|    | Université de Sherbrooke ↔ CHUS - Fleurimont          |
|    | Université de Sherbrooke ↔ Chardonnerets              |
|    | Université Bishop's ↔ Plateau Saint-Joseph            |
|    | Carrefour de l'Estrie ↔ Station du Cégep              |
|    | Université de Sherbrooke ↔ Raby - Normand             |
|    | Université de Sherbrooke ↔ Station du Cégep           |
|    | Université de Sherbrooke ↔ Parc Blanchard             |
|    | Université de Sherbrooke ↔ Ontario - Prospect         |
|    | Station du Cégep ↔ Place Dussault                     |
|    | Université de Sherbrooke ↔ Bourassa - Frontière       |
|    | Station du Cégep ↔ de Lisieux - Brûlé                 |
|    | Station du Cégep ↔ Kruger (minibus la fin de semaine) |

### Minibus
Service de proximité desservant les quartiers résidentiels.
| Nº | Destinations                                               |
| -- | ---------------------------------------------------------- |
|    | Station du Cégep ↔ Saint-François - Boulogne               |
|    | Place Fleurimont / Galvin ↔ CHUS - Fleurimont              |
|    | Place Fleurimont ↔ Virginie-Laflamme / Parrot              |
|    | Université de Sherbrooke ↔ Saint-Roch Sud - Emery-Fontaine |
|    | Carrefour de l'Estrie ↔ Robert-Boyd - Portland             |
|    | Université de Sherbrooke ↔ Val-du-Lac                      |
|    | Université Bishop's ↔ Alexander-Galt / Beattie / Atto      |
|    | King - Wellington ↔ Université de Sherbrooke               |
|    | Carrefour de l'Estrie ↔ Plaza de l'Ouest                   |
|    | Carrefour de l'Estrie ↔ Val-des-Arbres / Laliberté         |
|    | Du Manoir ↔ 13e avenue - du 24-juin                        |
|    | Carrefour de l'Estrie ↔ 13e avenue - du 24-juin            |

### Express
| Nº | Destinations                                                       |
| -- | ------------------------------------------------------------------ |
|    | Stationnement Gaspé <> CHUS Fleurimont                             |
|    | Station du Cégep <> 13e Avenue – 24-Juin                           |
|    | Carrefour de l’Estrie <> Plateau St-Joseph                         |
|    | IGA Extra – King Ouest <> Northrop-Frye                            |
|    | Northrop-Frye <> CHUS Hôtel-Dieu                                   |
|    | Université de Sherbrooke <> Campus de la santé (CHUS – Fleurimont) |
|    | Northrop-Frye <> CHUS Fleurimont                                   |

### Microbus
Service de transport par microbus dans certains secteurs à plus faible densité.
| Nº | Destinations                                                        |
| -- | ------------------------------------------------------------------- |
|    | Place Fleurimont ↔ CHUS - Fleurimont                                |
|    | 13e Avenue – Du 24-Juin ↔ Gîte du Bel Âge / Champêtre / Coquelicots |
|    | Plaza de l'Ouest ↔ Avenue du Parc                                   |

### Transport à la demande (TAD)
| Nº | Destinations                                                 |
| -- | ------------------------------------------------------------ |
|    | Chemin de Saint-Élie <> Parc de la Butte-aux-Bouleaux        |
|    | Saint-Roch Sud - Émery-Fontaine <> Lotbinière - North-Hatley |
|    | Val-Des-Arbres Caleb <> Hémond                               |

### Trajets spéciaux
La STS offre des trajets spéciaux à la clientèle sherbrookoise.
- Lève-tôt, couche-tard : Ces trajets sont conçus pour les travailleurs. Il s'agit des départs ajoutés sur certains parcours en début de matinée et fin de soirée.
- Communau-bus : Des liens ont été créés pour répondre aux besoins des personnes âgées. Ils permettent un meilleur accès aux centres d'activités ainsi qu'aux secteurs plus résidentiels en limitant les distances de marche et favorisant la proximité plutôt que le temps de déplacement.
- Direct : Les lignes directes permettent un déplacement entre le Centre d'operation de la STS et les destinations les plus fréquentées sur le territoire. (aucun arrêt n'est effectué entre l'origine et la destination)

## Statistiques
Selon le rapport annuel 2022.

### Données générales
- 18 lignes - autobus urbains
- 11 lignes - minibus
- 3 lignes - microbus
- 2 lignes - taxibus
- 3 ligne de transport à la demande (TAD)
  - 8 071 459 kilomètres parcourus annuellement au total, dont :  - 7 285 201 kilomètres parcourus annuellement en transport urbain, dont près de 3 526 083 avec des autobus hybrides;  - 786 258 kilomètres parcourus annuellement en transport adapté.
  - 326 153 heures de service par année au transport urbain;  - 40 704 heures de service en transport adapté.
- 1 546 arrêts

### Équipe

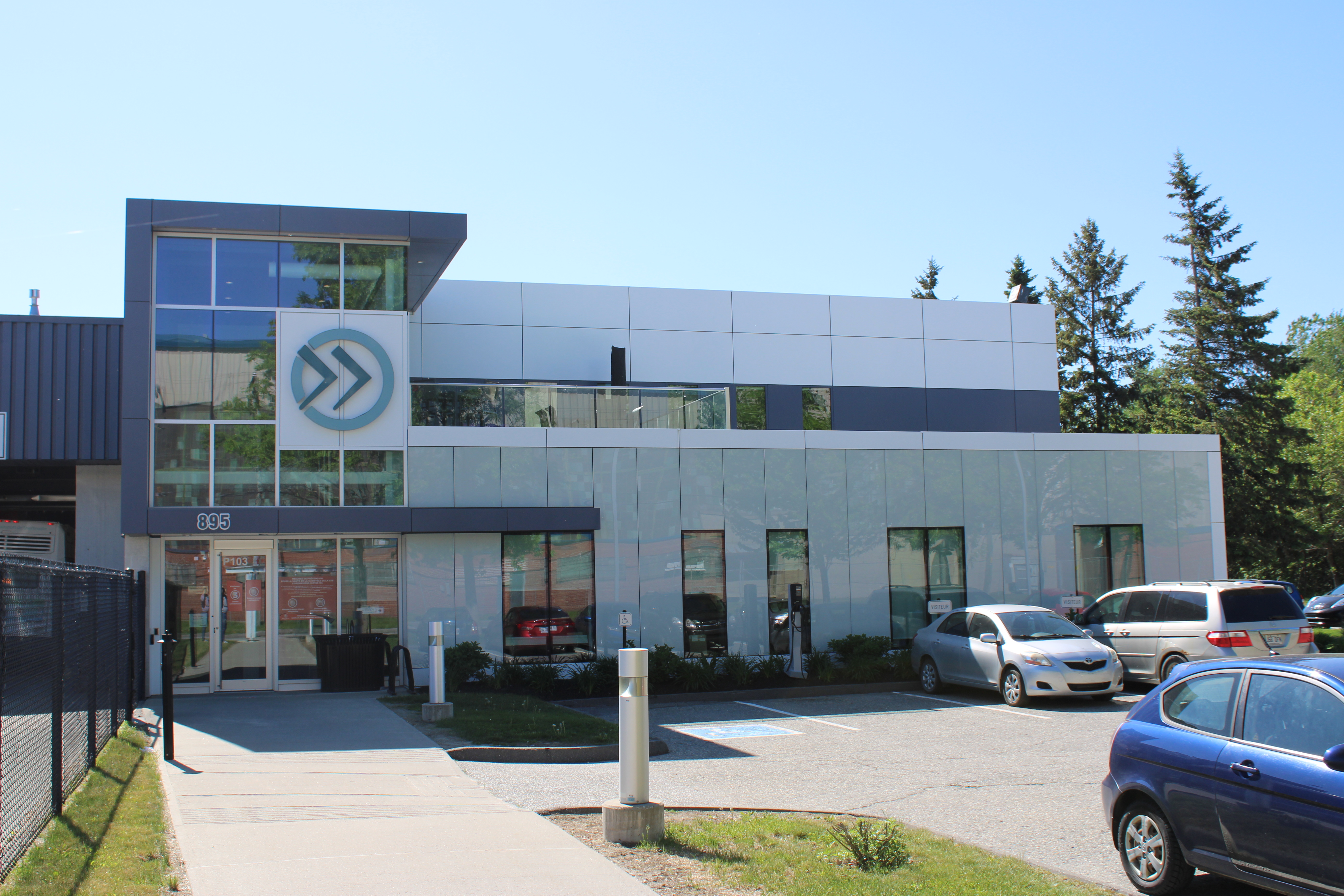
Le siège social de la STS sur la rue Cabana dans l'est de Sherbrooke.

En 2022, la STS compte 271 employés
- Employés du secteur urbain : 160
- Employés du transport adapté : 38
- Employés de l’entretien : 42
- Employés à l’administration : 50

### Infrastructures
En 2022, la STS exploite :

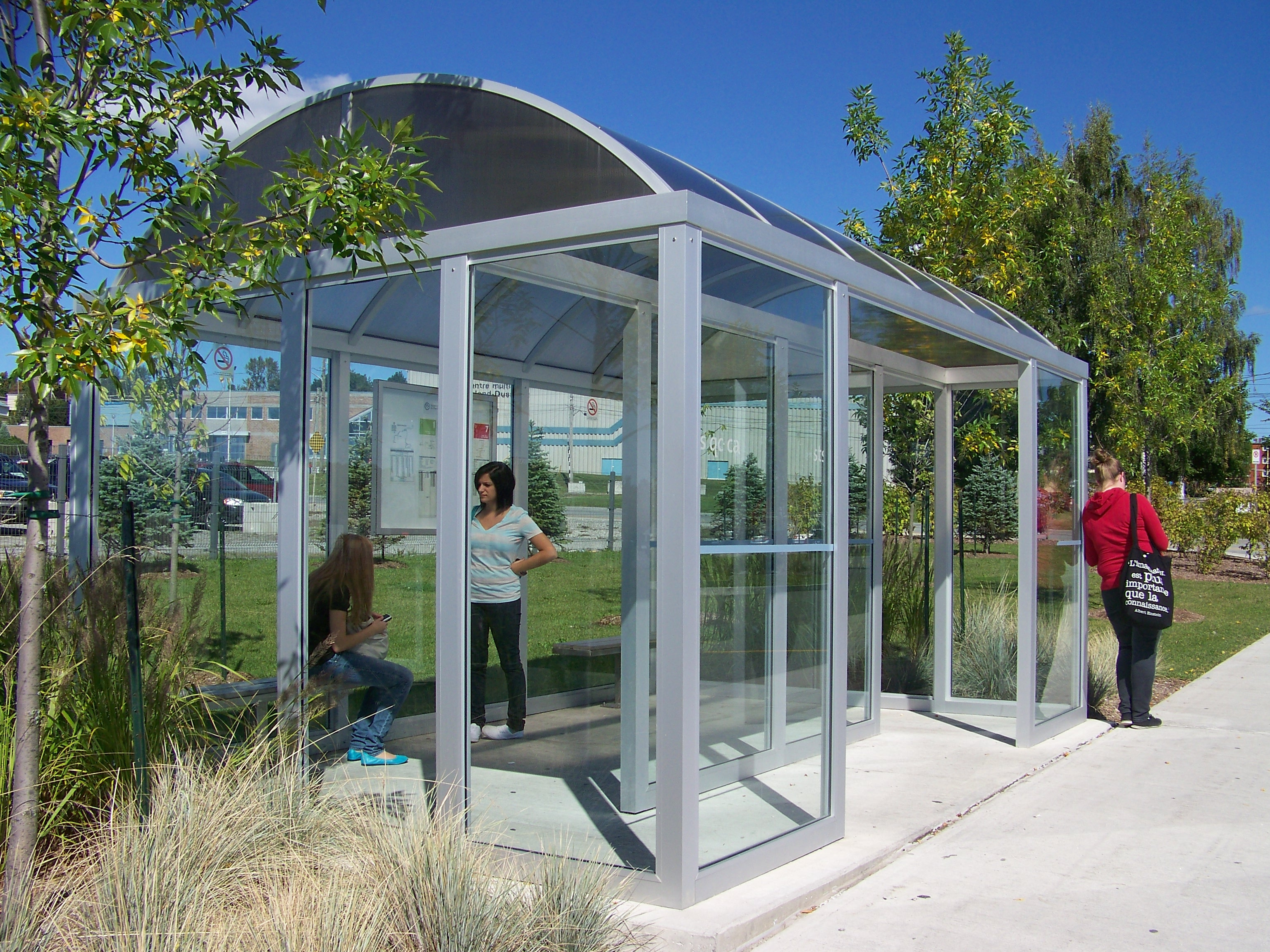
La station du Cégep

- Autobus urbains : 111 (57 autobus hybrides)
- Autobus adaptés : 25
- Centres d'échanges : 3
  - Station du Cégep
  - Station du Campus (Université de Sherbrooke)
  - Carrefour de l'Estrie
- Centre d'opérations : 1
- Abribus : 219